# Ubåtsminnesmärket Möltenort

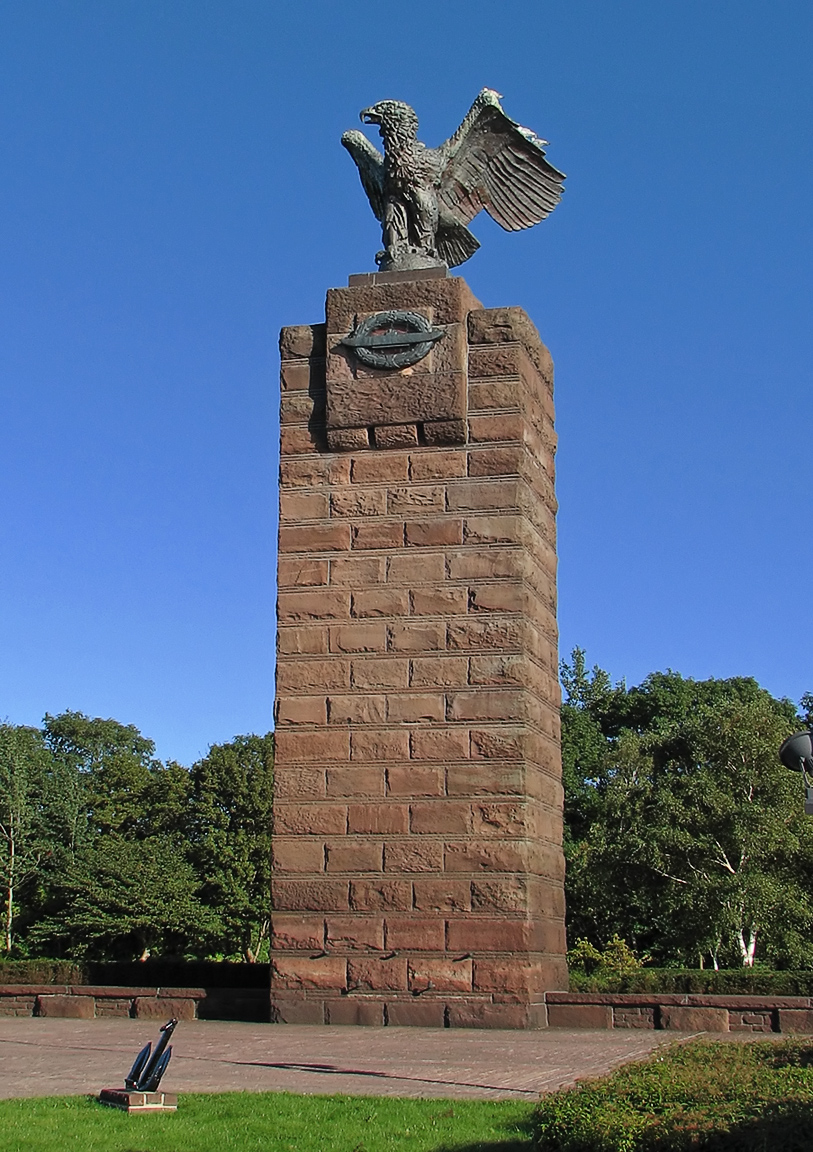
Ubåtsminnesmärket Möltenort.

Ubåtsminnesmärket Möltenort (tyska U-Boot-Ehrenmal Möltenort) står i Heikendorf vid Kielfjorden cirka tio kilometer nordost om Kiel i Schleswig-Holstein, Tyskland. Minnesmärket är tillägnat tyska ubåtsmän som omkom i båda världskrigen under Kejserliga marinen respektive Kriegsmarinen och i fredstid under nuvarande Deutsche Marine. Det skall även påminna om ubåtskrigets offer. Anläggningen uppfördes 1938 och är sedan mars 1990 ett byggnadsminne.

## Historik
Efter första världskriget väcktes av tidigare tyska ubåtsofficerare idén att låta resa ett minnesmärke över  i kriget omkomna tyska ubåtsmän. Minnesmärket uppfördes mellan 1926 och 1930 på en liten udde i Kielviken som i början av 1800-talet var en befäst skans (Möltenorter Schanze). Byggnadsverket bestod av en hög pelare med en örn på toppen och invigdes den 8 juni 1930 men revs redan sex år senare på grund av omfattande materialskador. År 1938 uppfördes dagens minnesmärke men även därefter följde renoveringar och förändringar.
Minnesmärket ägs av Volksbund Deutsche Kriegsgräberfürsorge och vårdas av stiftelsen U-Boot-Ehrenmal Möltenort i samarbete med bland annat U-Boot-Kameradschaft Kiel e.V.. Verksamheten finansieras med gåvor. Byggnadens pelare har blivit ett välkänt landmärke för Heikendorf och förbipasserande tyska ubåtar brukar hälsa genom att dippa flaggan.

## Byggnaden och örnen

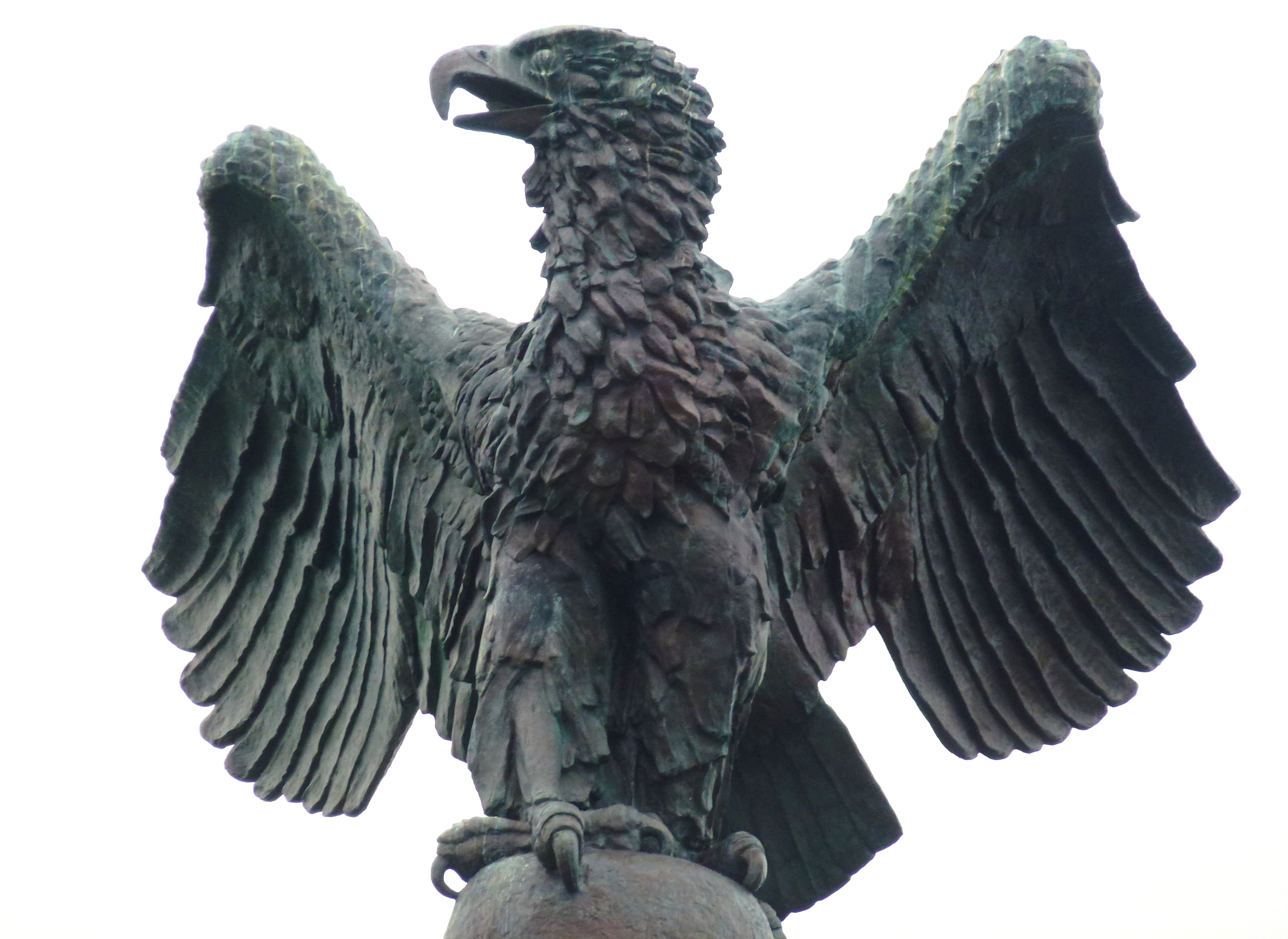
Havsörnen i brons.

Mot Kielfjorden reser sig minnesmärkets 15,30 meter höga sandstenpelare som kröns av en havsörn i brons. Den har en spännvidd på 4,8 meter och höjd på 4,6 meter och vägde ursprungligen 12,4 ton. Skulpturen skapades av jugendkonstnären Fritz Schmoll (1883-1963) och göts 1938 i järn med ett ytskikt av cirka 3 mm pågalvaniserad koppar. Det ovanliga arbetet utfördes av Württembergische Metallwarenfabrik.
År 2000 upptäcktes omfattande rostskador på skulpturens bärande konstruktion och året därpå ersattes örnen av en ny gjutning i brons, medan ursprungsören i järn överlämnades till Militärhistoriska museet i Dresden. Under örnen återfinns U-Boot-Kriegsabzeichen (ubåt-krigsmärket) i brons. På dess plats fanns på Nazitiden ett hakkors som avlägsnades efter andra världskriget.
Pelaren flankeras av två underjordiska minneshallar, en norra och en södra, som leder besökaren vidare till en öppen halvcirkelformad gång som ger plats åt 117 bronstavlor med över 35 200 namn inklusive födelsedatum på omkomna ubåtsfarare.

## Namntavlorna

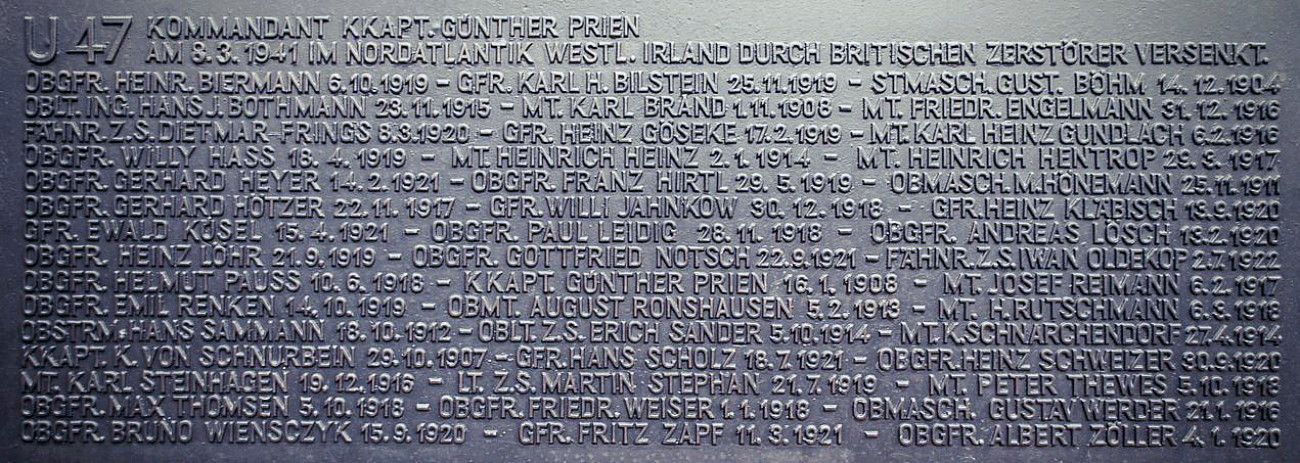
"U 47, Kommandant Günther Prien"

Namnen är sorterade efter ubåtarnas nummer med deras besättningar och plats samt anledning (om bekant) för deras förlisning. På flera kartor anges ubåtarnas undergångspositioner. Mellan 1914 och 1918 dog 5 249 tyska ubåtsmän och mellan 1939 och 1945 omkom 30 003 sjömän.
Bland alla dessa anonyma sjömän finns även några kända personer som exempelvis Korvettenkapitän Günter Prien, befälhavare på U-47, som var en av Kriegsmarines mest framgångsrika ubåtar med 31 sänkta fartyg. Hans ubåt med 44 man sänktes den 8 mars 1941 söder om Irland möjligtvis av en mina eller den brittiska jagaren HMS Wolverine. Båtens öde är fortfarande oklar. Bland omkomna i fredstid nämns de 19 döda ubåtsmän från U 2365 (U-Hai) som sjönk i Nordsjön den 14 september 1966.

## Bilder

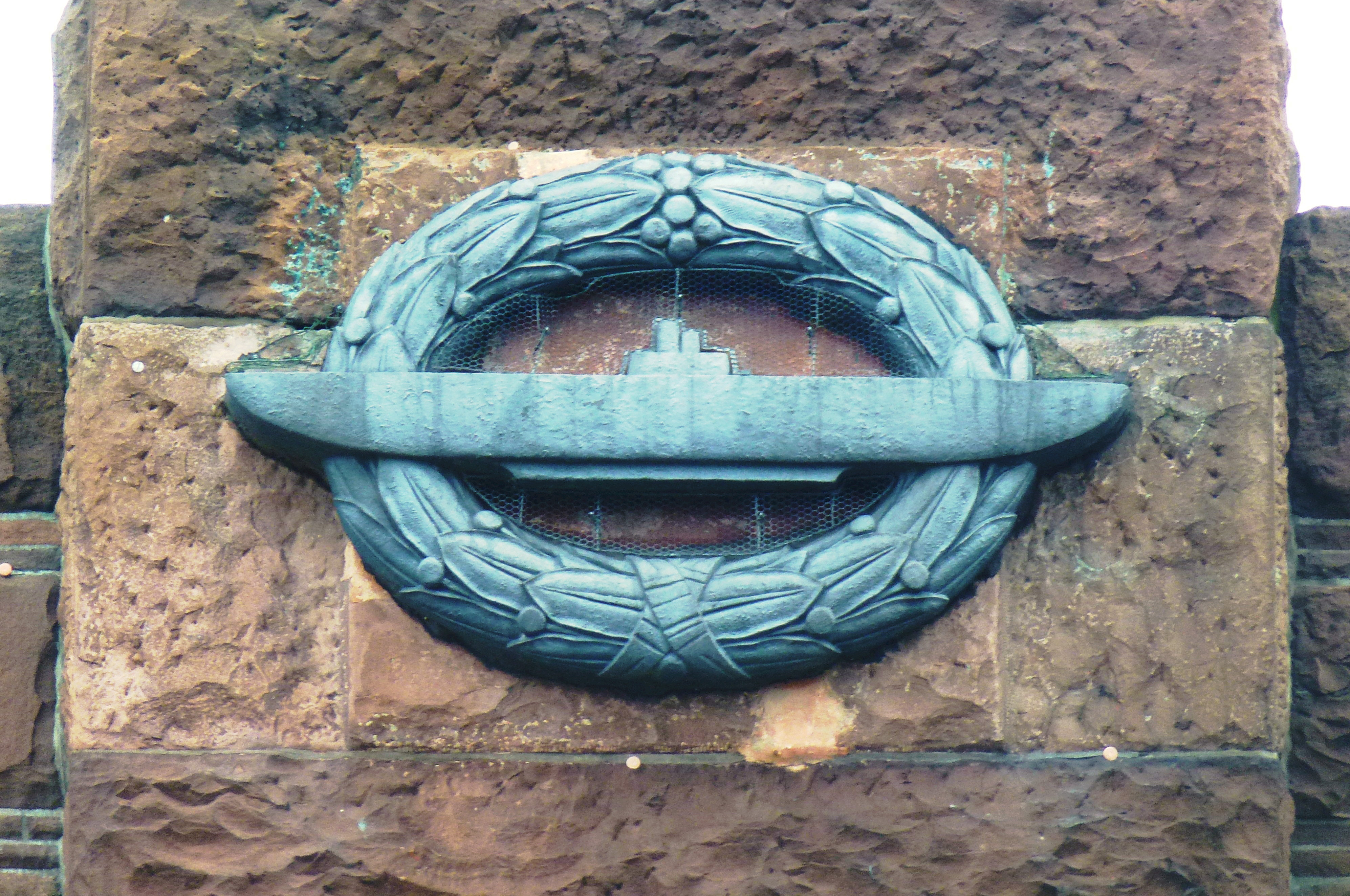
Ubåt-krigsmärket i brons
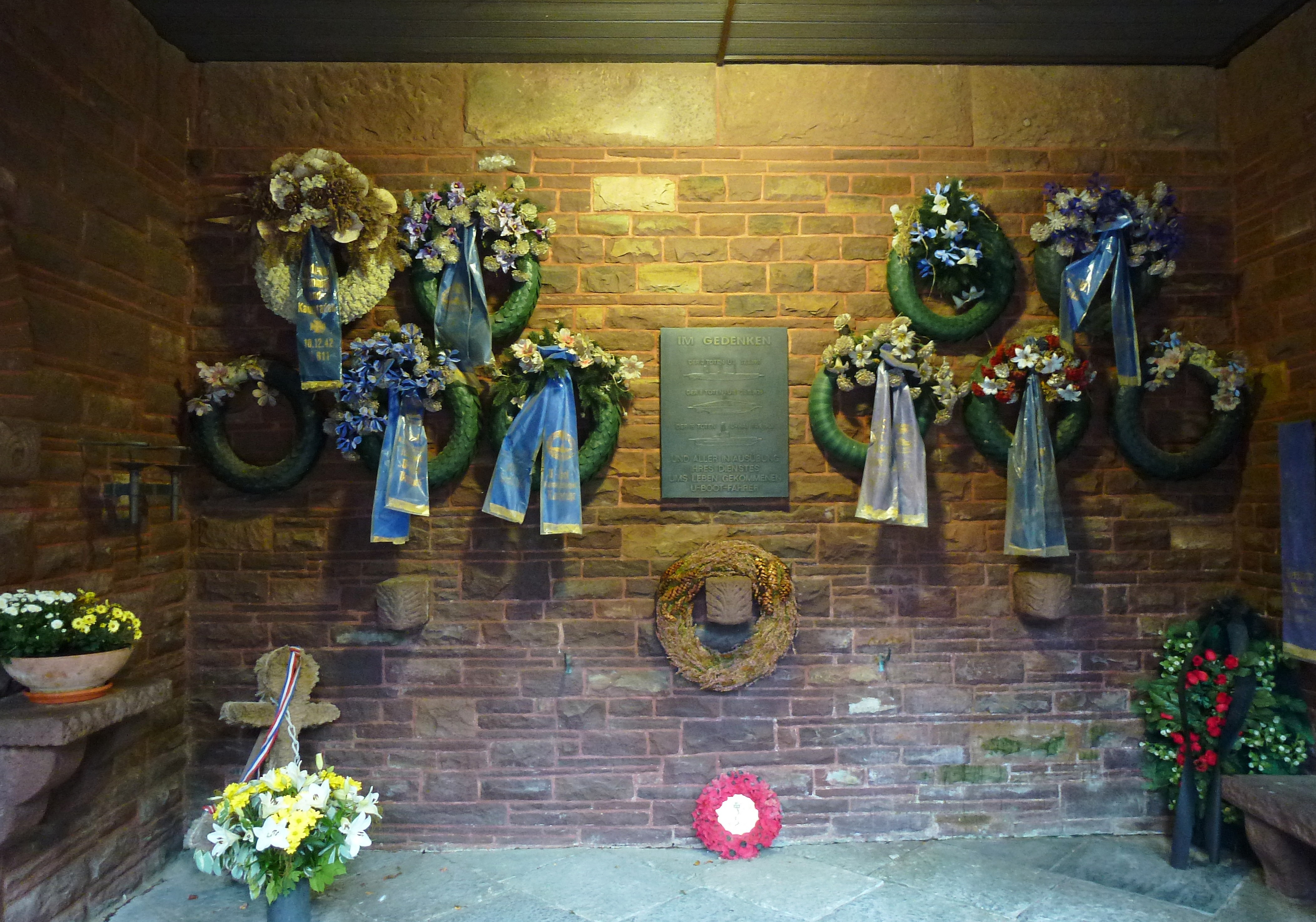
Södra minneshallen
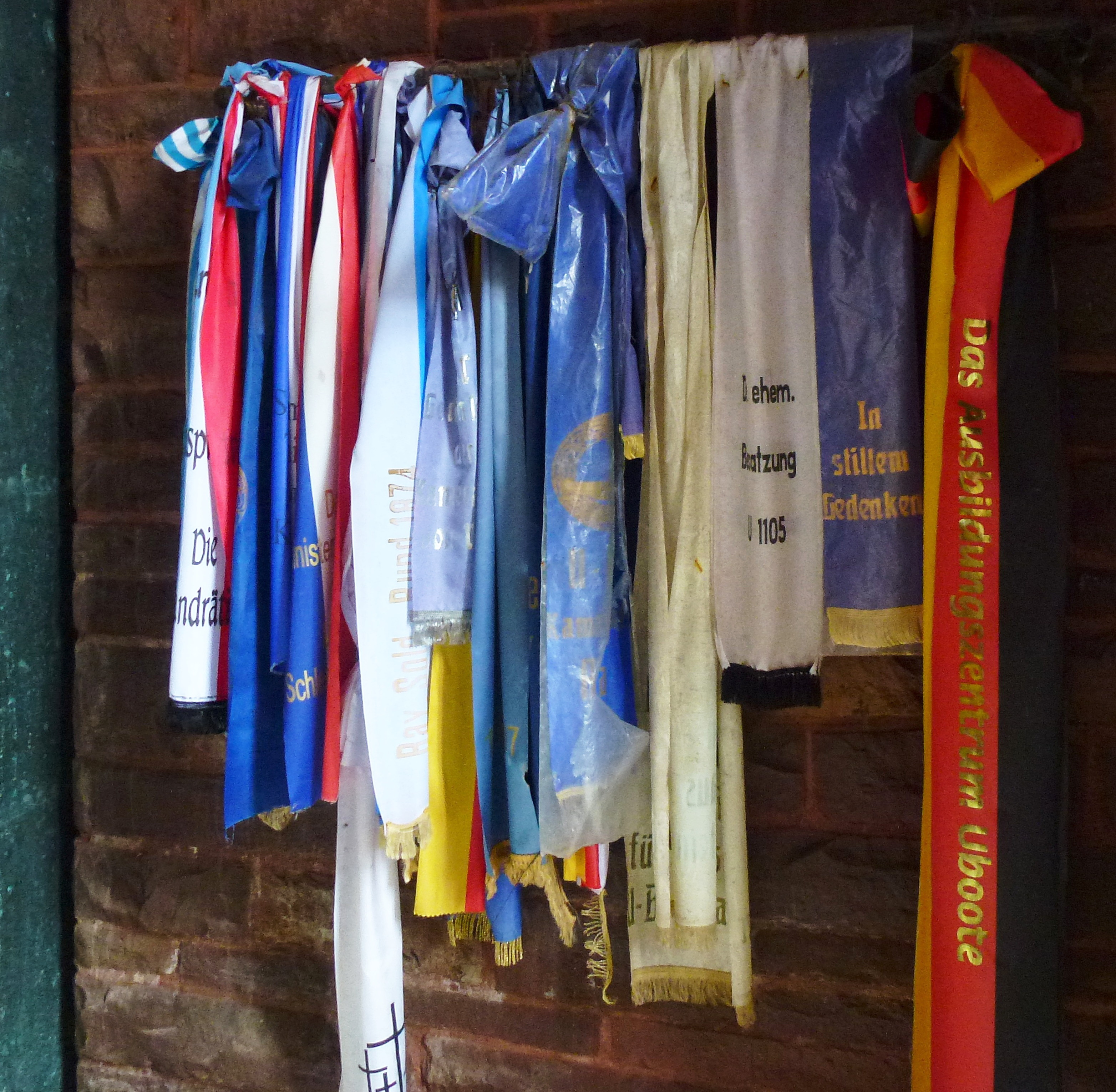
Kransband i minneshallen
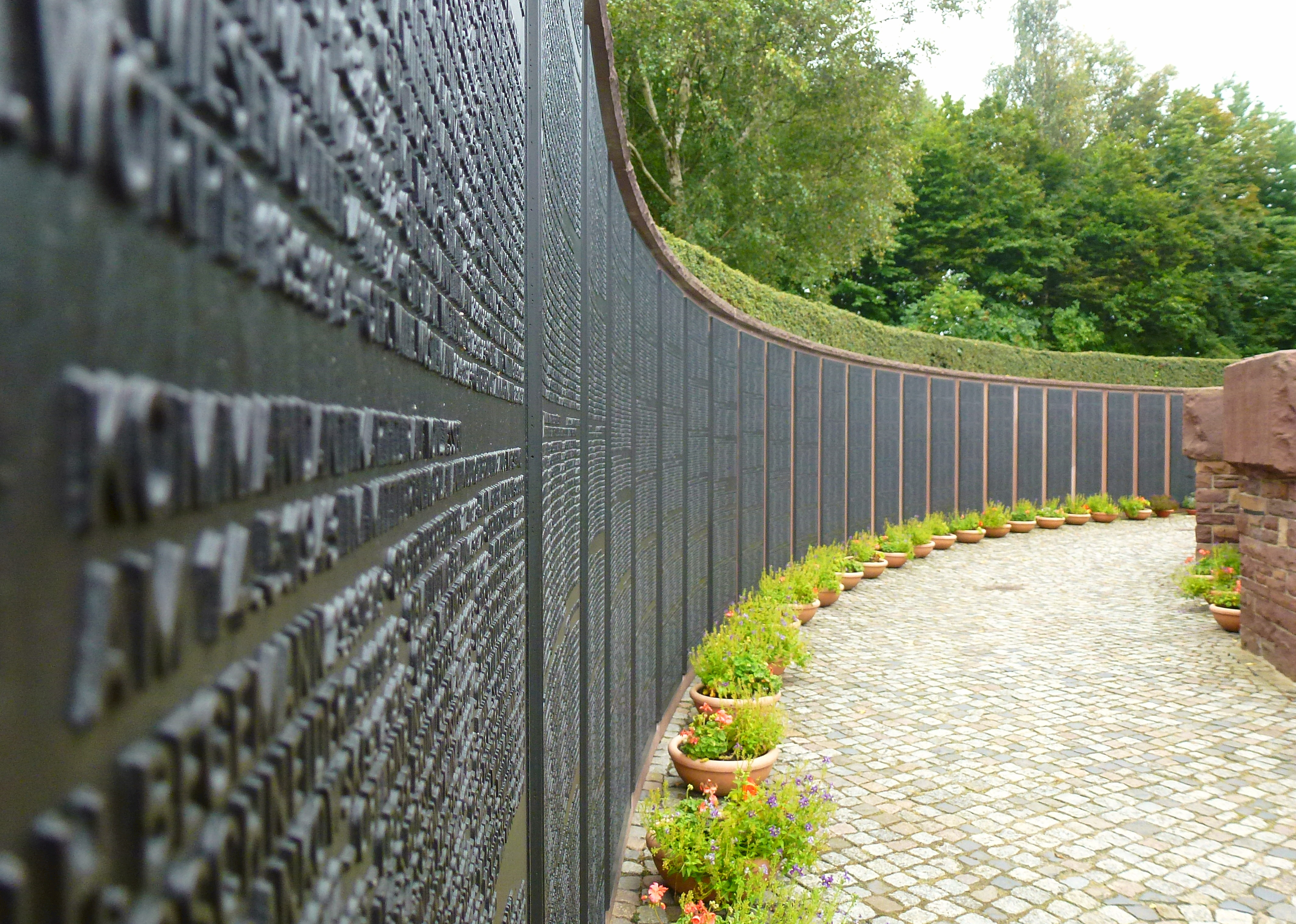
Gången med 117 bronstavlor
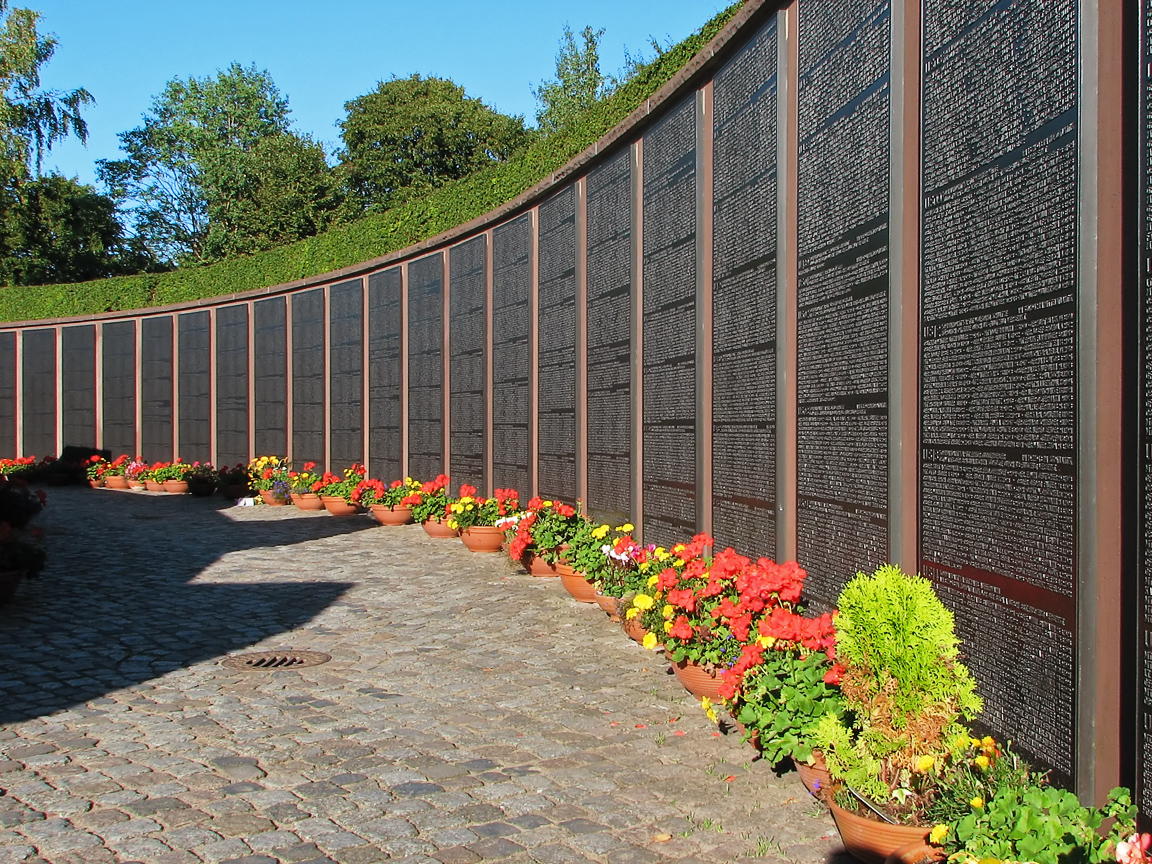
Gången med 117 bronstavlor